# Jan Kasprowicz
Jan Kasprowicz (nascut el 12 de desembre de 1860 a Szymbórz, mort l'1 d'agost de 1926 a Zakopane) fou un poeta, dramaturg, crític literari i traductor polonès; fou també un representant principal del moviment de la Jove Polònia.

## Biografia
Kasprowicz va néixer al poble de Szymborze (ara part d'Inowrocław) situat a la província de Posen, a una família analfabeta. A partir de 1870 va estudiar a gymnasia prussians a Inowrocław, Poznań, Opole, Racibórz, i en 1884 es va graduar al gymnasium de Maria Magdalena a Poznań. Va estudiar filosofia i literatura a les universitats alemanyes de Leipzig i Wrocław. Durant els seus estudis va començar a publicar articles i poesia, i va treballar amb diverses revistes poloneses. Per les seves activitats en cercles socialistes, la policia prussiana el va arrestar dues vegades i va passar mig any a la presó.
Després del seu alliberament de la presó, als 28 anys Kasprowicz es va traslladar Lwów, on va passar els propers 35 anys de la seva vida. Va treballar com a periodista i crític de literatura i teatre, va treballar durant dos anys al departament editorial del periòdic "El missatger polonès" (Kurier Polski) i durant els següents quatre anys (1902–1906) va escriure editorials per al diari La paraula polonesa (Słowo Polskie). El debut literari de Kasprowicz va tenir lloc el 1889 (llibre „Poezje”).
El 1904, Kasprowicz va obtenir un doctorat a la Universitat de Lviv per una dissertació titulada La lírica de Teofil Lenartowicz (Liryka Teofila Lenartowicza). El 1909 es va fer càrrec de la càtedra de literatura comparada, creada especialment creada per a ell.
Principalment autodidacta, Kasprowicz dominava el llatí clàssic i el grec antic, així com el francès i l'anglès. Les seves obres inclouen traduccions crítiques de grans obres literàries:
- Grec antic (Èsquil, Eurípides)
- Anglès (Shakespeare, Marlowe, Lord Byron, Shelley, Keats, Tagore, Swinburne, Wilde, entre d'altres)
- Alemany (Goethe), Schiller)
- Francès (Vauvenargues, Bertrand, Rimbaud, Maeterlinck)
- Italià (d'Annunzio)
- Noruec (Ibsen)
- Neerlandès (Heijermans)

En aquella època, Kasprowicz va entrar a la bohèmia artística de Lviv. Es va convertir en un visitant assidu dels cafès i bars de vins de Lviv; en especial, li agradava el famós celler de Stadtmueller situat al número 34 de la plaça del mercat. El jove poeta va entrar en contacte, per primer cop, amb la modernité poétique occidental, una nova poètica del modernisme emergent a Polònia, per la qual cosa va trencar les seves connexions anteriors amb la poètica del positivisme
La imatge de Kasprowicz a partir d'aquest període - imitant força els decadentistes i inconformistes, a l'estil d'Oscar Wilde − no tenia res a veure amb el seu passat camperol i la seva dura personalitat . „Es presenta davant nostre aplicant l'atenció d'un dandi, elegant, sofisticat, extravagant de fin de siècle, un noi que pot ser simpàtic, però que excedeix de tot allò que d'alguna manera es relaciona amb l'elegància”.
El seu primer matrimoni - amb Teodozja Szymańska en 1886 - es va dissoldre després d'uns mesos. El 1893 es va casar amb Jadwiga Gąsowska. El 1899 ella l'abandonà dramàticament (i a les seves filles) per l'escriptor Stanisław Przybyszewski. El 1911, es va casar novament, aquesta vegada amb la jove Maria Bunin, una noia russa que va conèixer en un tren de Roma a Nàpols durant un dels seus viatges artístics. Era filla del general tsarista, Víktor Bunin.
Aquest matrimoni, que duraria fins a la mort del poeta, va revifar de nou la llar del poeta. Els poemes de Kasprowicz d'aquest període són extremadament diferents dels himnes anteriors ; estan plens d'ànim de pau, harmonia i calidesa de la vida familiar.
El 1921-22 fou rector de la Universitat de Lwów. El 29 de desembre de 1921 va ser guardonat amb la Creu de Comandant de l'Orde Polònia Restituta.
En els últims vint anys de la seva vida, Kasprowicz va visitar cada vegada més les muntanyes Tatra. El 1923 es va instal·lar permanentment a la casa de camp "Harenda", entre Poronin i Zakopane, on va morir l'1 d'agost de 1926.

## Obres
- (1889) Poezje (Poemes)
- (1890) Chrystus (Crist)
- (1891) Z chłopskiego zagonu (De la hisenda del camperol)
- (1894) Anima lachrymans i inne nowe poezje (Anima lachrymans i altres nous poemes)
- (1895) Miłość (L'amor)
- (1898) Krzak dzikiej róży (Arbust de rosa silvestre)
- (1901) Ginącemu światu (Al món moribund)
- (1902) Salve Regina
- (1908) Ballada o słoneczniku (La balada de gira-sol)
- (1911) Chwile (Moments)
- (1916) Księga ubogich (El llibre del pobre)
- (1921) Hymny (Els himnes)

## Poema "Hola, amades muntanyes"
| «                                               | (polonès) Witajcie, kochane góry, O, witaj, droga ma rzeko! I oto znów jestem z wami, A byłem tak daleko! Dzielili mnie od was ludzie, Wrzaskliwy rozgwar miasta, I owa śmieszna cierpliwość, Co z wyrzeczenia wyrasta. Oddalne to są przestrzenie, Pustkowia, bezpłodne głusze, Przerywa je tylko tęsknota, Co ku wam pędzi duszę. I ona mnie wreszcie przygnała, Że widzę was oko w oko, Że słyszę, jak szumisz ty wodo, Szeroko i głęboko. Tak! Chodzę i patrzę i słucham — O jakżeż tu miło! jak miło! — I śledzę, czy coś się tu może Od kiedyś nie zmieniło? Nic, jeno w chacie przydrożnej Zmarł mój przyjaciel leciwy I uschły dwie wierzby nad rowem, Strażniczki wiosennej niwy. A za to świeżem się liściem Pokryły nasze jesiony I jaskry się złocą w trawie Zielonej, niepokoszonej. A za to płyną od pola Twórcze podmuchy wieczności, Co śmierć na życie przetwarza I ścieżki myśli mych prości. Witajcie, kochane góry, O, witaj, droga ma rzeko! I oto znów jestem z wami, A byłem tak daleko! | (català) Hola, amades muntanyes, Oh, estimades meves! Solia estar tan lluny, però ja torno a ser a prop. La gent m'ha separat, i el brogit del carrer; I la ridícula paciència Que creix de la renúncia. Això són dominis remots, Terreny erm, estèril desert, Només l'anhel els interromp Quan s'afanya a la vostra ànima El meu dolor m'ha fet tornar, així doncs, dempeus estic, al costat, I puc escoltar la remor de les aigües, fondes i amples. Sí! camino, miro, escolto... Oh, què bonic! què bonic! I tracto d'esbrinar No ha canviat res, des de llavors ? No res, però en una barraca, al camí Un vell amic meu ha mort, I s'han assecat els dos salzes guardians de les pluges de primavera. Tanmateix, sobre les nostres velles cendres Les fulles noves tornen a ser denses els grocs ranuncles brillen a l'herba, verds i ufanosos. I des dels camps sento ara bufar la creativa brisa de l'eternitat que en vida transforma tota la mort, i torna a fer pensar els meus pensaments. Hola, amades muntanyes, Oh, estimades meves! Solia estar tan lluny, però ja torno a ser a prop. | » |
| — Jan Kasprowicz, Księga ubogich (1916) Poema I | | |   |